# Dzirżysława z Wielowsi
Dzirżysława (lub Dzierżka) z Wielowsi herbu Mądrostki (ur. i zm. w XIV wieku) – córka Dzierżykraja.

## Życiorys
W 1349 roku poślubiła Rafała z Tarnowa czym zapoczątkowana została linia wielowiejsko-dzikowska rodu Tarnowskich. W posagu w roku 1352 wniosła Wielowieś i Trześń. Przez jej osobę zapoczątkowany został związek rodu Tarnowskich z terenami współcześnie nazywanymi Tarnobrzegiem.